# Премія оборони Ізраїлю
Премія оборони Ізраїлю (іврит: פרס בטחון ישראל) — нагорода, яка щорічно вручається президентом Ізраїлю людям і організаціям, які зробили значний внесок у захист Держави Ізраїль.
Премія була вперше присуджена в 1958 році і щороку вручається президентом Ізраїлю.